# Georgia Guidestones
As Pedras Guias da Geórgia (Georgia Guidestones) foram um monumento em granito localizado no Condado de Elbert, Geórgia, Estados Unidos, nele estavam gravados dez frases em oito línguas modernas: inglês, espanhol, suaíli, hindi, hebreu, árabe, chinês tradicional e russo, e uma pequena mensagem, no topo, escrita em quatro antigas línguas: babilônio, sânscrito, grego e em hieróglifos egípcios, contendo as teses de Albert Pike. O monumento foi destruído em 6 de julho de 2022.
A estrutura, também chamada de "American Stonehenge" (Stonehenge Americana), era composta por seis pedras de granito dispostas da seguinte forma: uma pedra no centro com quatro pedras ao redor, em posições verticais, além de uma pedra acima das cinco, em posição horizontal. Estas placas de granito eram astronomicamente alinhadas. Em adição a esta estrutura, há uma placa (horizontalmente disposta no chão), também de granito, que fica a oeste deste monumento e tem o objetivo de fornecer algumas notas sobre a história e a finalidade das Pedras Guia (Guidestones).
O monumento de 5,87 m (19 ft 3 in) utilizava aproximadamente 27 m3 (950 cu ft) de granito. As pedras, juntas, pesavam mais de 107 840 kg (240 000 lb).
Em 6 de julho de 2022, os monumentos foram parcialmente destruídos. Relatos iniciais apontavam para uma possível explosão. O vídeo da explosão foi divulgado horas mais tarde. Por motivos de segurança, o restante da estrutura foi demolida.

## História
Em junho de 1979 um desconhecido sob o pseudônimo de R.C. Christian comprou um grande terreno e contratou a empresa Elberton Granite Finishing para que construíssem a estrutura.
 O conteúdo do texto é de autoria do franco-maçom americano Albert Pike.

## Mensagem contida nas Pedras Guias
| (em inglês): - Maintain humanity under 500.000.000 in perpetual balance with nature - Guide reproduction wisely - improving fitness and diversity. - Unite humanity with a living new language. - Rule passion - faith - tradition - and all things with tempered reason. - Protect people and nations with fair laws and just courts. - Let all nations rule internally resolving external disputes in a one world court - Avoid petty laws and useless officials. - Balance personal rights with social duties. - Prize truth - beauty - love - seeking harmony with the infinite. - Be not a cancer on the earth - Leave room for nature - Leave room for nature. | (em português): - Manter a humanidade abaixo de 500.000.000 em perpétuo equilíbrio com a natureza. - Conduzir a reprodução sabiamente - aperfeiçoando a aptidão física e a diversidade. - Unir a humanidade por meio de um novo idioma vivo. - Controlar a paixão - fé - tradição - e todas as coisas com razão moderada. - Proteger povos e nações com leis e tribunais justos. - Permitir que todas as nações regulem-se internamente, resolvendo disputas externas em um único tribunal mundial. - Evitar leis insignificantes e funcionários públicos desnecessários. - Equilibrar direitos pessoais com deveres sociais. - Valorizar verdade - beleza - amor – procurando harmonia com o infinito. - Não ser um câncer sobre a terra – Deixar espaço para a natureza – Deixar espaço para a natureza. |

## Teoria da conspiração
O monumento tem despertado a suspeita dos teoristas ao observarem a semelhança das mensagens contidas nas Pedras Guias com as metas da Nova Ordem Mundial. A Wired.com afirma que oponentes não especificados tem rotulado-as como os "Dez Mandamentos do Anticristo".
As Guidestones tornaram-se um assunto de interesse para teóricos da conspiração, especialmente por envolver a maçonaria americana. Um deles, um ativista chamado Mark Dice, exigiu que as Guidestones "fossem destruídas em um milhão de pedaços, e, em seguida, o entulho usado para um projeto de construção", alegando que as Guidestones são de "uma origem satânica profunda", e que R. C. Christian pertenceu a "uma sociedade secreta luciferiana" relacionada com a Nova Ordem Mundial. Na inauguração do monumento, um ministro local proclamou que ele acreditava que o monumento era "para os amantes do sol, para culto de adoração  e adoração ao diabo". Outros sugeriram que as pedras foram encomendadas pelos Rosacruzes.
A interpretação mais amplamente aceita sobre as pedras é que elas descrevem os conceitos básicos necessários para reconstruir uma civilização destruída. Brad Meltzer observa que as pedras foram construídas em 1979, no auge da Guerra Fria, e podem ter sido planejadas como uma mensagem para os possíveis sobreviventes de uma Terceira Guerra Mundial. A sugestão gravada para manter a população mundial abaixo dos 500 milhões poderia ter sido feita sob o pressuposto de que ela já tinha sido reduzida abaixo desse número.